# 新田恵海と田村奈央の秋葉原情報満載!アキバペディア情報局
『新田恵海と田村奈央の秋葉原情報満載！アキバペディア情報局』は、2013年10月9日から2014年3月26日までラジカメSTATION!で放送されていたラジオ番組である。パーソナリティは新田恵海と田村奈央。

## 概要
秋葉原地域の情報をはじめ、広くサブカルチャーを網羅した秋葉原トークバラエティ番組。秋葉原ラジオ会館が運営するインターネットラジオ「ラジカメSTATION!」で音声配信された他、ラジオ会館の街頭ビジョン「ラジカメVISION」では映像付きの動画配信された。

## コーナー
ラジカメSTATION!ではWeb限定コーナーとして2人が自由に話すアフタートーク（おまけ音声）も配信された。
アキバペディア情報局！
「どうでもいいような秋葉原の情報」を必死に採り上げるコーナー。
みんなでつくろう！アキバペディア！
「○○の名前」のようなお題を出題し、リスナーとアキバペディア情報局的新名称を考えていくコーナー。
秋葉原インスピレーションクイズ！
秋葉原のサブカルチャーに関する「○○と言えば」というお題に対して2人が答えを合わせるコーナー。
アキバペディア以心伝心ゲーム！
2人で以心伝心ゲームをするコーナー。インスピレーションクイズ！の上位コーナー。
田村奈央の燃えるお悩み相談室！
リスナーの悩みに2人が回答し、さらに田村が熱いメッセージを送るコーナー。
アキバうまいもの巡り！
秋葉原の「美味いもの」、職人技や技術力のような「上手いもの」を紹介するコーナー。
ふつおた
普通のお便りを紹介するコーナー。